# Lasiopleura dimorpha
Lasiopleura dimorpha är en tvåvingeart som först beskrevs av Osten Sacken 1882.  Lasiopleura dimorpha ingår i släktet Lasiopleura och familjen fritflugor.
Artens utbredningsområde är Filippinerna. Inga underarter finns listade i Catalogue of Life.